# Heinkel He 119
El Heinkel He 119 fue un avión monomotor experimental desarrollado por Alemania en los años 1930. Como proyecto personal de Heinkel para probar ideas radicalmente novedosas de los hermanos Ghunter, originalmente, el He 119 se concibió para actuar como un bombardero de reconocimiento desarmado, capaz de esquivar a los cazas gracias a sus avanzadas prestaciones.

## Desarrollo
Su diseño comenzó a finales del verano de 1936 y una de las características más notables fue su aerodinámico fuselaje, con una cabina acristalada de gran visibilidad situada en el morro, justo por detrás de la hélice. Dos de los tres tripulantes se sentaban a los lados del eje de la hélice, que se conectaba a un conjunto de dos motores Daimler-Benz DB 601 acoplados, que formaban una unidad de propulsión denominada Daimler-Benz DB 606. El DB 606 se situó cerca del centro de gravedad, con un eje de transmisión que pasaba por medio de la cabina hasta una hélice de paso variable cuatripala. Utilizaba un sistema de refrigeración por aire en la versión He 119 V1, mientras que el resto de prototipos recibieron un radiador retráctil para aumentar la refrigeración en el despegue y el aterrizaje.
Sólo se completaron ocho prototipos y nunca se produjo en serie, principalmente por la escasez de motores Daimler-Benz DB 601. Los dos primeros prototipos fueron construidos para aterrizaje convencional con tren de aterrizaje retráctil. El tercer prototipo, el He 199 V3, se construyó como hidroavión con dos flotadores. Fue probado en la estación de pruebas navales de Travemünde y desechado en 1942 en Marienehe.
El 22 de noviembre de 1937, el cuarto prototipo, He 119 V4, registró un récord mundial de velocidad en vuelo de 505 km/h, con una carga útil de 1000 kg, en una distancia de 1000 km.
Los cuatro prototipos restantes fueron completados durante la primavera y principios de verano de 1938, el V5 y V6 fueron prototipos para producción del modelo de reconocimiento, mientras que el V7 y V8 eran prototipos de bombardero. 
Estos cuatro prototipos tenían tres plazas y un armamento defensivo de una ametralladora MG 15 de 7,92 mm. Los bombarderos podían transportar tres bombas de 250 kg, o una carga de bombas más pequeñas hasta 1000 kg.
Finalmente, los V7 y V8 se vendieron a Japón en mayo de 1940, y el resto sirvieron como fuselaje de pruebas para distintos tipos de motores, volando con varias versiones de los motores dobles DB 606, DB 610, y DB 613.

## Especificaciones (He 119 V6)

### Características generales
- Tripulación: Tres
- Longitud: 14,80 m
- Envergadura: 15,90 m
- Altura: 5,39 m
- Superficie alar: 50 m² (538,2 ft²)
- Peso vacío: 5.200 kg
- Peso cargado: 7.565 kg
- Planta motriz: 1× Motor lineal de 24 cilindros (doble V12) invertido Daimler-Benz DB 606A.
  - Potencia:

### Rendimiento
- Velocidad máxima operativa (Vno): 590 km/h a 4500 m s. n. m.
- Alcance: 3.122 km
- Techo de vuelo: 8.500 m
- Régimen de ascenso: 645 m/min

### Armamento
- Ametralladoras: 

  - 1x MG 15 de 7,92 mm en posición dorsal
- Bombas: Hasta 1000 kg de bombas (V7 y V8)

### Aeronaves similares
- Messerschmitt Me 261

### Secuencias de designación
- Sistema de designación aeronaves del RLM: ← He 116 · Hs 117 · He 118 · He 119 ·  He 120 · Hs 121 · Hs 122 →

### Listas relacionadas
- Anexo:Aeronaves militares de Alemania en la Segunda Guerra Mundial